# Chuck Nevitt
Charles Goodrich « Chuck » Nevitt, né le 13 juin 1959 à Cortez, dans le Colorado, est un joueur américain de basket-ball. Il évolue durant sa carrière au poste de pivot.

## Palmarès
- Champion NBA 1985